# Wetonka
Wetonka – miasto w Stanach Zjednoczonych, w stanie Dakota Południowa, w hrabstwie McPherson.